# Rhein-Neckar-Arena
Rhein-Neckar-Arena (ook bekend onder de sponsornaam PreZero Arena) is een voetbalstadion in Sinsheim (Duitsland), niet ver van Hoffenheim. Het stadion is de thuisbasis van Bundesliga-club TSG 1899 Hoffenheim.
Het stadion werd op 24 januari 2009 geopend met een wedstrijd tussen de thuisclub TSG 1899 Hoffenheim en een team van spelers geselecteerd uit de regio. In 2011 werden in het stadion vier wedstrijden gespeeld tijdens het WK voetbal voor vrouwen.

## Bouw en architectuur
De Rhein-Neckar-Arena is ontworpen door architectenbureau Paul Niederberghaus & Partner en grotendeels gefinancierd door de Duitse zakenman Dietmar Hopp. Op 24 mei 2007 ging de schop de grond in voor het nieuwe stadion; dit omdat het oude stadion van Hoffenheim, het Dietmar-Hopp-Stadion, niet meer voldeed.
Het stadion ligt aan de Duitse snelweg A6, bij afslag 33 b Sinsheim-Süd. Het stadion heeft een capaciteit van 30.150 personen, waarvan 6750 staanplaatsen en 1.450 businessseats. Ook beschikt het stadion over 40 businessloges. Rondom het stadion zijn 2500 parkeerplekken voor fans en nog eens 2500 parkeerplaatsen voor tv-ploegen, zakenklanten, reisbussen e.d.
Direct naast het stadion bevindt zich een groot wellnesscomplex met sauna, genaamd Thermen & Badewelt Sinsheim. Aan de overkant van de A6, noordwaarts, bevindt zich het Technik-Museum Sinsheim. Direct ten noorden van dit museum bevindt zich spoorwegstation Sinsheim Museum/Arena (1 km lopen vanaf het stadion). Bij wedstrijden in het stadion rijden er ook pendelbussen van en naar station Sinsheim Hbf.
De huidige (2023) sponsornaam is ontleend aan PreZero. Dit is een afvalverwerkend bedrijf uit Neckarsulm, dat gelieerd is aan het Lidl-concern.

## Interlands
Het Duitse nationale elftal speelde enkele interlands in het stadion.
| 1 | 29 mei 2011      | Duitsland – Uruguay | 2 – 1 | Vriendschappelijk | 25.655 |
| 2 | 9 september 2018 | Duitsland – Peru    | 2 – 1 | Vriendschappelijk | 25.494 |
| 3 | 26 maart 2022    | Duitsland – Israël  | 2 – 0 | Vriendschappelijk | 25.600 |